# Бриджвилл (Делавэр)
Бриджвилл (англ. Bridgeville) — город в округе Сассекс в штате Делавэр США. По данным переписи 2020 года, численность населения составляла 2568 человек.

## Население
| 2010 | 2020  |
| ---- | ----- |
| 2048 | ↗2568 |